# Mount Brew (Cheakamus River)
Mount Brew är ett berg i Kanada.   Det ligger i provinsen British Columbia, i den sydvästra delen av landet, 3 500 km väster om huvudstaden Ottawa. Toppen på Mount Brew är 1 757 meter över havet.
Terrängen runt Mount Brew är bergig åt sydväst, men åt nordost är den kuperad.Trakten runt Mount Brew är nära nog obefolkad, med mindre än två invånare per kvadratkilometer.. Närmaste större samhälle är Whistler, 17,1 km öster om Mount Brew.
I omgivningarna runt Mount Brew växer i huvudsak blandskog.